# Klášter Moldovița
Klášter Moldovița (čti Moldovica) založil roku 1532 vojvoda Petru Rareș. Nachází se v obci Vatra Moldoviței v župě Sučava. Malby na stěnách kostela jsou nejlépe zachované malby v Bukovině. Společně s dalšími kostely v Moldávii je zdejší kostel chráněn jako kulturní dědictví světového dědictví UNESCO.
První zmínka o klášteru pochází z roku 1402. Nejednalo se však o tento klášter, ale o původní klášter, který na opačném břehu řeky Moldovița založil Alexandru cel Bun (Alexandr Dobrý). Je pravděpodobné, že tento klášter zanikl při zemětřesení na počátku 16. století. Nový klášter založil zmíněný Petru Rareș, jeho kostel byl zasvěcen Zvěstování Panně Marii. To potvrzuje pamětní zápis na jižní fasádě.
Kostel má půdorys kříže se třemi apsidami. Nad středem kostela se tyčí výrazná lucerna se čtyřmi okny. Nad pohřební komorou se nachází skrytá pokladnice. Mohutná předsíň (exonarthex) s velkými vstupními a okenními otvory je nejpozoruhodnější částí kostela. Byla vystavěna podle vzoru kostela v Humoru.
Kostel byl vymalován roku 1537. Podle různých stylů je zřejmé, že se na výzdobě podílelo více moldavských umělců. Roku 1607 nechal biskup Efrem z Rădăuți obehnat klášter zdí se třemi věžemi a vystavět dvoupodlažní budovu, pokladnici kláštera. Nyní je v této budově umístěno klášterní muzeum, kde jsou k vidění bohoslužebné předměty, výšivky, ikony, liturgické knihy a archeologické nálezy. Také je zde umístěno kostelní sedadlo Petra Rareșe.

## Galerie

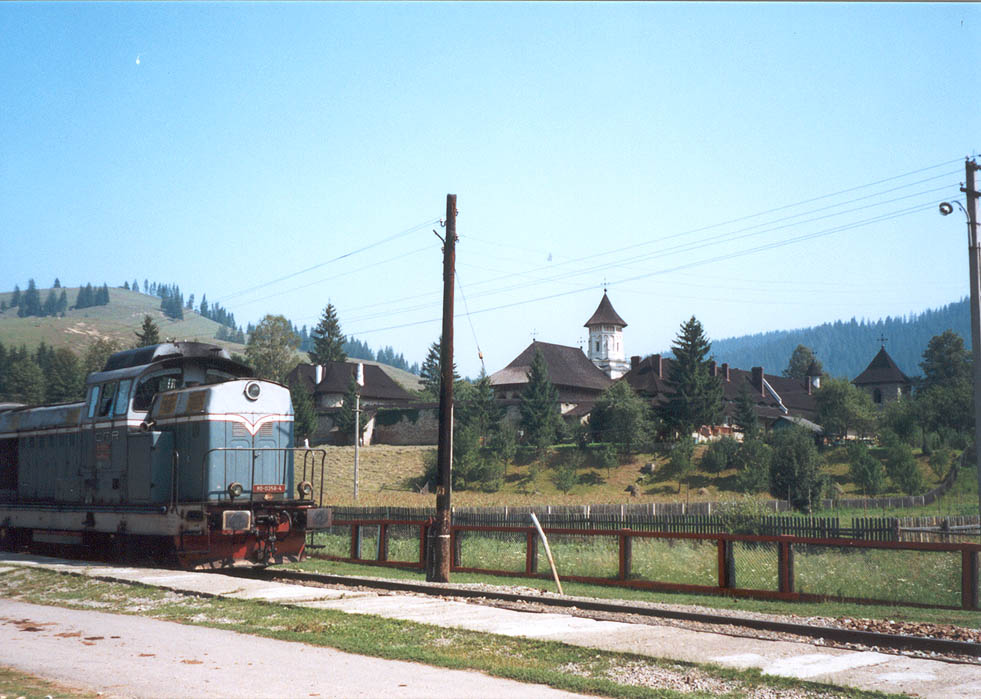
Pohled na klášter od zastávky
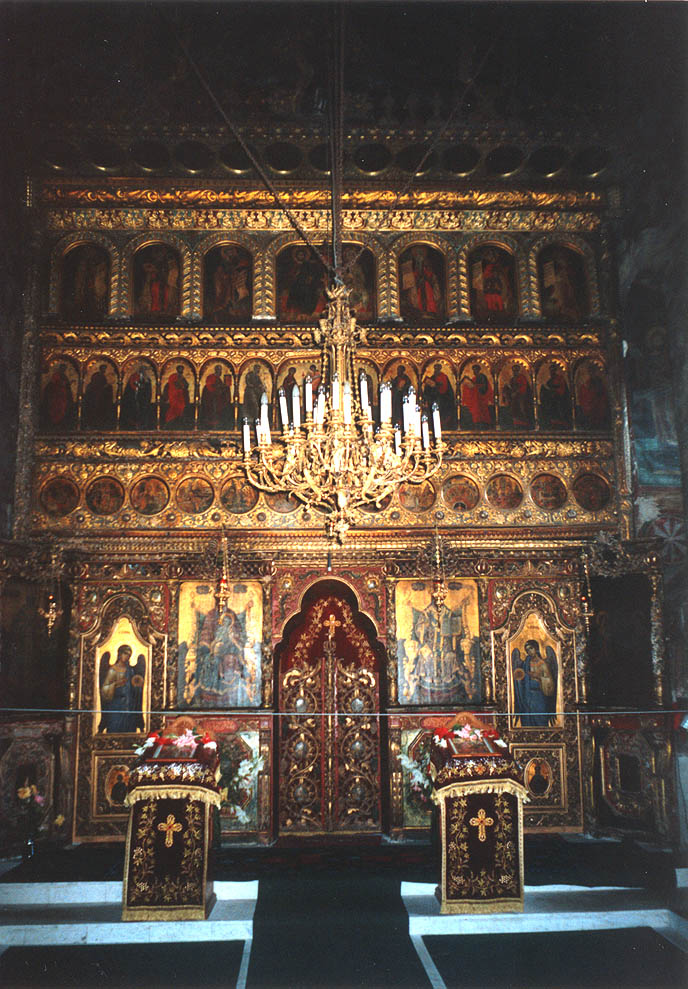
Ikonostáz
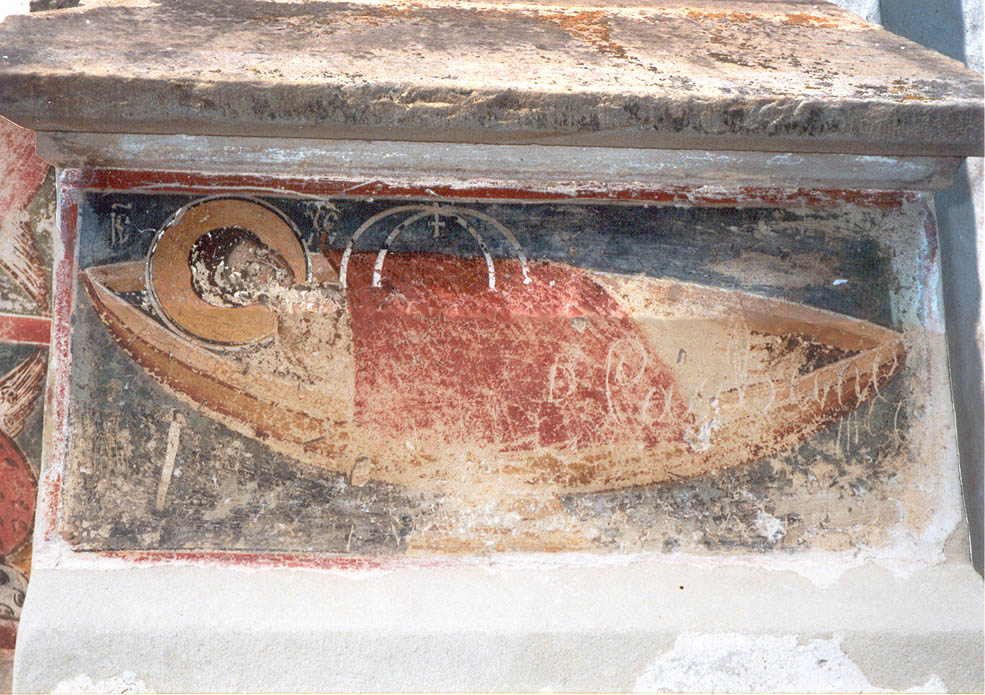
Zobrazení podstaty eucharistie - na pateně je zobrazen namísto chleba živý Kristus
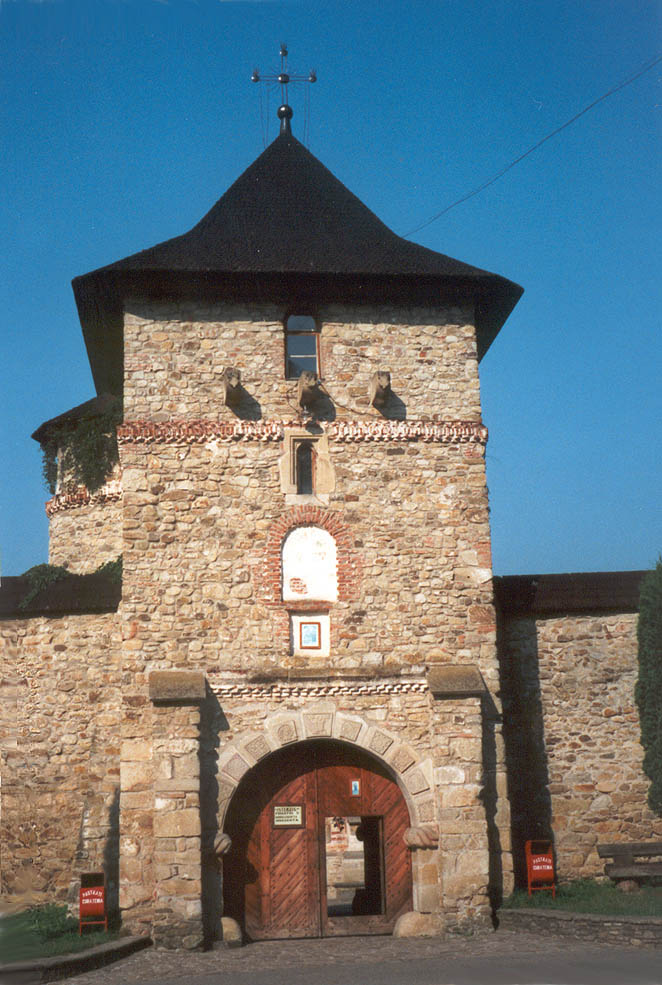
Brána kláštera
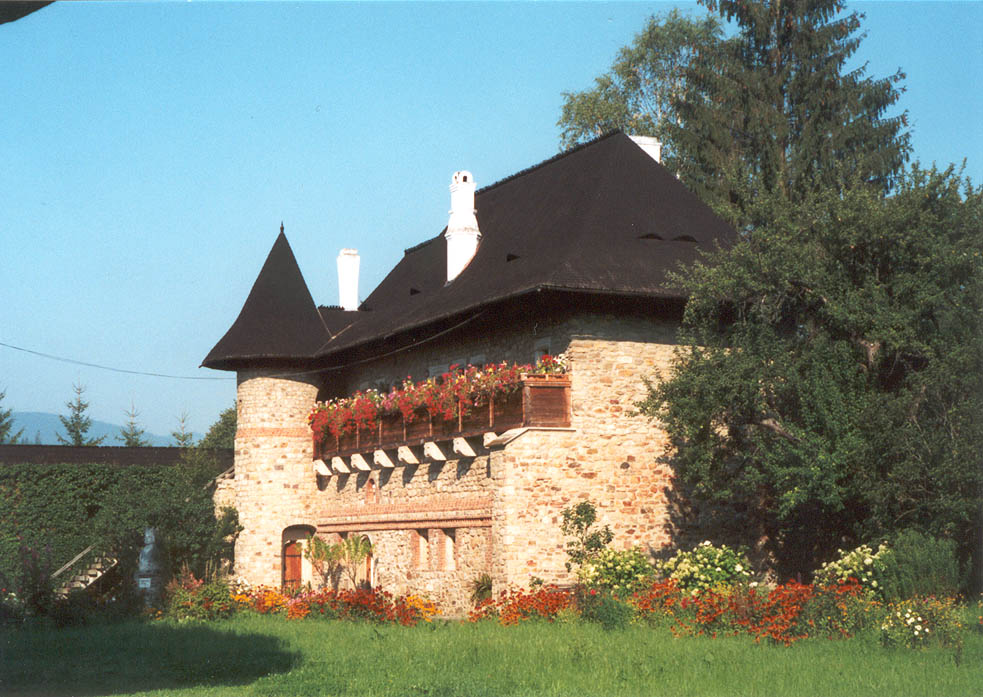
Klášterní pokladnice, nyní muzeum